# 第2回カンヌ国際映画祭
第2回カンヌ国際映画祭（だい2かいカンヌこくさいえいがさい）は、1947年（昭和22年）9月12日 - 同25日に開催された。グランプリは発表されず、部門ごとの受賞となった。審査員は全員がフランスから選ばれ、そのうち7人がシネフィルであった。審査委員長には第1回にひきつづき、ジョルジュ・ユイスマンが就任した。

## 受賞結果
- ミュージカル・コメディ賞 (Best Musical Comedy)：『ジーグフェルド・フォリーズ』（ヴィンセント・ミネリ他）
- アニメーション賞 (Best Animation Design)：『ダンボ』(ベン・シャープスティーン)
- 社会映画賞 (Best Social Film)：『十字砲火』(エドワード・ドミトリク)
- 心理・恋愛映画賞 (Best Psychological and Love Film):『幸福の設計』(ジャック・ベッケル)
- 冒険・犯罪映画賞 (Best Adventure and Crime Film) :『海の牙』(ルネ・クレマン)

## 審査員

### コンペティション部門
審査委員長
- ジョルジュ・ユイスマン (Georges Huisman, フランス/歴史家・エコール・デ・ボザール学長)

審査員
- レイモン・ボルドリー (Raymond Borderie, フランス/CNC・プロデューサー)
- ジョルジュ・カリエール（Georges Carriere, フランス/シネフィル）
- ショソン（Chosson, フランス/CNC）
- ジョゼフ・ドッティ（Joseph Dotti, フランス/シネフィル）
- エスクート（Escoute (フランス/カンヌ市)
- ジャン・グレミヨン (フランス/監督)
- モーリス・イーユ（Maurice Hille, フランス/シネフィル）
- ロベール・ユベール (Robert Hubert, フランス/美術監督)
- アレクサンドル・カメンカ (Alexandre Kamenka, フランス/プロデューサー)
- ジャン・ミヌール（Jean Mineur, フランス/CNCF）
- アンリ・モネ（Henri Moret, フランス/シネフィル）
- ジャン・ヌリ（Jean Nery, フランス/批評家）
- モーリス・プリセ（Maurice Perisset, フランス/シネフィル）
- ジョルジュ・ラギス（Georges Raguis, フランス/労働組合）
- ルネ・ジャンヌ（René Jeanne, フランス/批評家）
- ジョルジュ・ローラン (Georges Rollin, フランス/俳優)
- レジス・ルーバン（Régis Roubin, フランス/シネフィル）
- マルク＝ジルベール・ソーヴァジョン (Marc-Gilbert Sauvajon, フランス/監督)
- スガロン（Segalon, フランス/シネフィル）
- ルネ・シルヴィアノ (René Sylviano, フランス/作曲家)

## 上映作品

### コンペティション部門
| 題名 原題                                              | 監督                                          | 製作国                  |
| ------------------------------------------------------ | --------------------------------------------- | ----------------------- |
| A Tanítónő                                             | マルトン・ケレチ Márton Keleti                | ハンガリー              |
| 幸福の設計 Antoine et Antoinette                       | ジャック・ベッケル                            | フランス                |
| 影なき殺人 Boomerang!                                  | エリア・カザン                                | アメリカ合衆国          |
| 十字砲火 Crossfire                                     | エドワード・ドミトリク                        | アメリカ合衆国          |
| ダンボ Dumbo                                           | ベン・シャープスティーン ウォルト・ディズニー | アメリカ合衆国          |
| Il Delitto di Giovanni Episcopo (Flesh Will Surrender) | アルベルト・ラットゥアーダ                    | イタリア                |
| Ivy                                                    | サム・ウッド                                  | アメリカ合衆国          |
| La Copla de la Dolores (Song of Dolores)               | ベニト・ペローホ Benito Perojo                | アルゼンチン / スペイン |
| 大尉の娘 La figlia del capitano                        | マリオ・カメリーニ                            | イタリア                |
| La Gata The Cat                                        | マリオ・ソフィチ Mario Soffici                | アルゼンチン            |
| Les Amants du pont Saint-Jean                          | アンリ・ドコアン                              | フランス                |
| 賭はなされた Les jeux sont faits                       | ジャン・ドラノワ                              | フランス                |
| 海の牙 Les Maudits                                     | ルネ・クレマン                                | フランス                |
| Mârouf, savetier du Caire                              | ジャンヌ・モラン                              | モロッコ                |
| Mine Own Executioner                                   | アンソニー・キミンズ Anthony Kimmins          | アメリカ合衆国          |
| Paris 1900                                             | ニコル・ヴェドレス                            | フランス                |
| 失われた心 Possessed                                   | カーティス・バーンハート                      | アメリカ合衆国          |
| インド行きの船 Skeep till India land                   | イングマール・ベルイマン                      | スウェーデン            |
| Sperduti nel buio (Lost in the Dark)                   | カミロ・マストロチンクエ Camillo Mastrocinque | イタリア                |
| The Chase                                              | アーサー・リプリー Arthur Ripley              | アメリカ合衆国          |
| ジョルスン物語 The Jolson Story                        | アルフレッド・E・グリーン                     | アメリカ合衆国          |
| 呪いの血 The Strange Love of Martha Ivers              | ルイス・マイルストン                          | アメリカ合衆国          |
| Två kvinnor (Two Women)                                | アルノルド・シェーストランド Arnold Sjöstrand | スウェーデン            |
| ジーグフェルド・フォリーズ Ziegfeld Follies            | ヴィンセント・ミネリ他                        | アメリカ合衆国          |